# Ifeoma Dieke
Ifeoma Nnenna Dieke (Amherst, 25 febbraio 1981) è una calciatrice scozzese, difensore dell'Apollōn Lemesou.

## Carriera

### Club

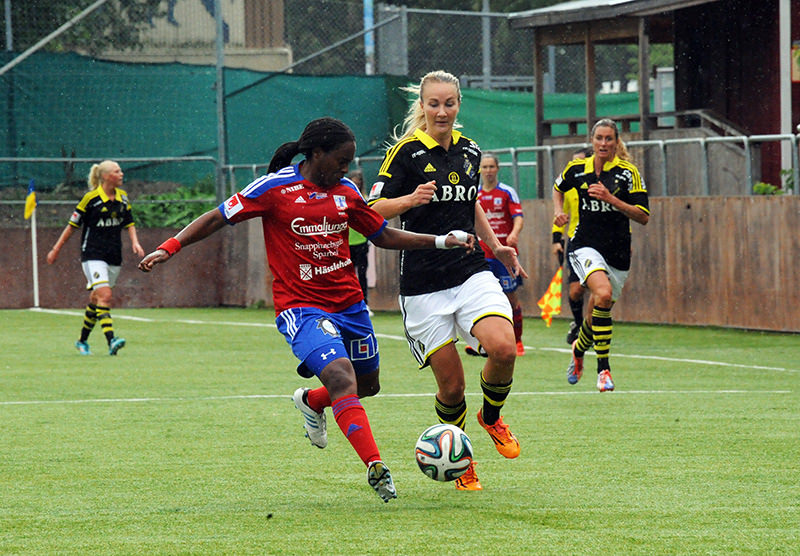
Dieke ed Emma Lundh nel 2014 in -

Nasce ad Amherts, in Massachusetts, negli Stati Uniti, da genitori nigeriani, trasferendosi nel 1984, a tre anni, in Scozia, nella città di Cumbernauld. Qui inizia a giocare a calcio a 8 anni, alle scuole elementari, passando in seguito nella squadra cittadina. Nel 1999 ritorna negli USA, dopo aver ricevuto una borsa di studio dalla Florida International University di Miami, dove, contemporaneamente agli studi, gioca nelle FIU Panthers, squadra universitaria. Terminati gli studi nel 2003, viene ingaggiata dall'Atlanta Beat, nella Women's United Soccer Association, campionato professionistico, dove gioca 13 volte, segnando un gol, e raggiungendo la finale del campionato, persa contro il Washington Freedom. Dopo una sola stagione è costretta a dare l'addio, a causa della chiusura della lega per problemi finanziari. Torna a giocare nel 2007, ritornando in Europa, in Svezia, prima nel QBIK e poi, l'anno successivo, nel Kristianstads DFF.
Nel 2009, con la nascita del Women's Professional Soccer, nuovo campionato professionistico statunitense, va a giocare di nuovo oltreoceano, nel Chicago Stars. Debutta il 5 aprile, giocando titolare nella vittoria per 1-0 in trasferta contro il Saint Louis Athletica.
Termina con 19 presenze, chiudendo la stagione al sesto posto, trasferendosi nell'estate 2010, a stagione in corso, al Boston Breakers, tornando in Massachusetts, dove è nata. Esordisce il 4 luglio, entrando all' 87' al posto di Kelly Smith nella vittoria per 2-1 in rimonta sul campo del Philadelphia Independence. Segna il primo e unico gol il 25 luglio, in trasferta contro la sua ex squadra, il Chicago Stars, realizzando al 14' il momentaneo 3-0, in una sfida poi vinta per 3-1. Nella stagione e mezza a Boston viene utilizzata 23 volte, segnando 1 gol. Alla prima stagione viene eliminata in semifinale play-off dal Philadelphia Independence, poi finalista perdente, alla seconda nel primo turno dal magicJack.
Durante la pausa del campionato statunitense continua a giocare, passando in prestito alle cipriote dell'Apollōn Lemesou. Non ritorna però in America, ancora una volta per la chiusura del campionato, e torna in Svezia, firmando nel 2012 con il Vittsjö GIK, neopromosso in Damallsvenskan. Gioca la prima gara in rossoblu il 9 aprile, partendo titolare nella sconfitta per 4-1 in trasferta contro l'Umeå IK. Termina la prima stagione al sesto posto, arrivando poi due volte ottava, una volta nona ed una settima.

### Nazionale

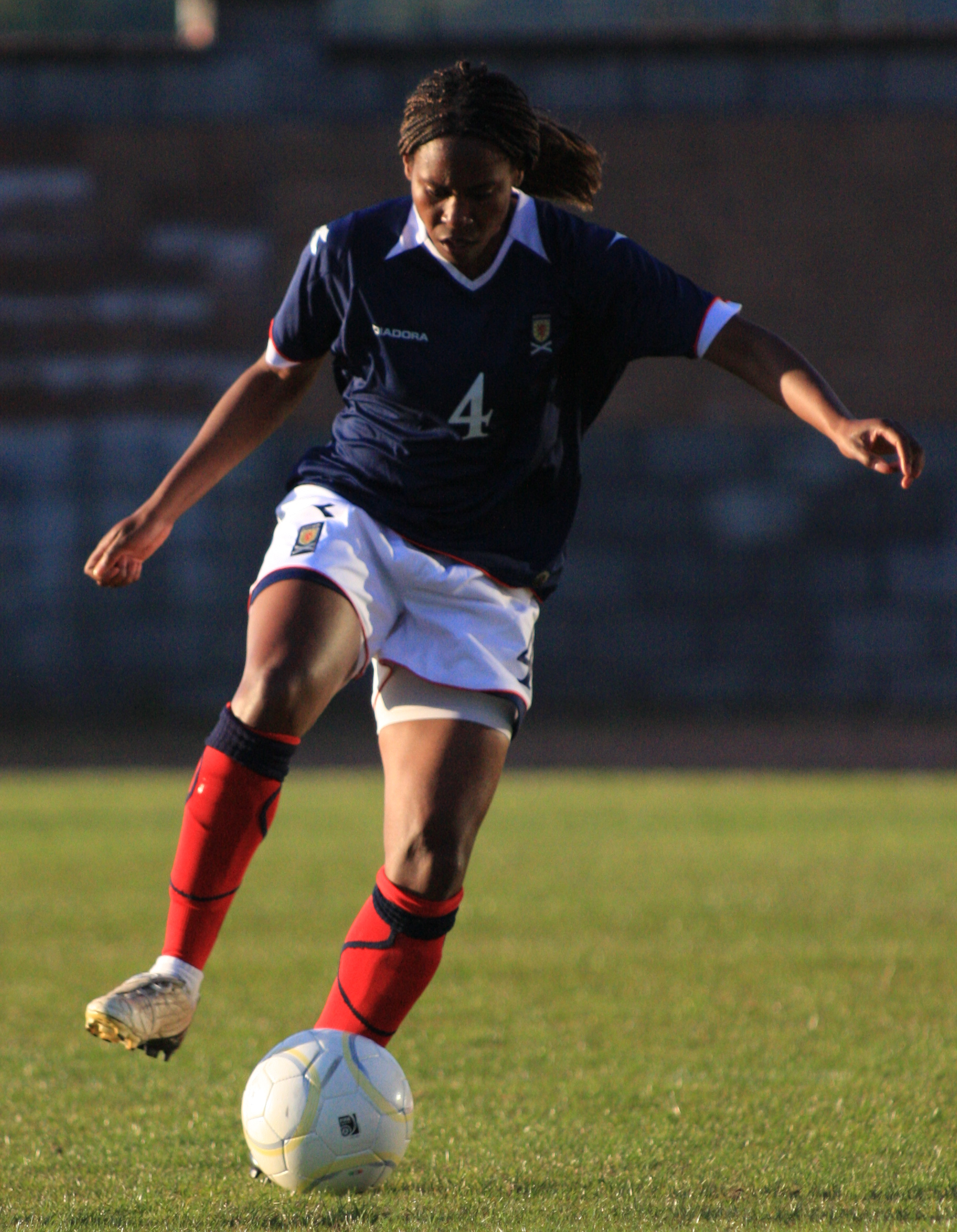
Dieke nel 2009 con la nazionale scozzese

Potenzialmente eleggibile per tre nazionali (Nigeria, Stati Uniti e Scozia), nel 2004 opta per quest'ultima, nonostante l'interesse degli USA. Debutta a gennaio in un'amichevole contro la Grecia.
Nel 2012 Hope Powell, commissario tecnico della nazionale britannica, la inserisce nella lista delle 23 convocate per partecipare alle Olimpiadi casalinghe di Londra 2012, unica non inglese insieme a Kim Little, anche lei scozzese. Dieke gioca una gara amichevole prima del torneo e le prime due gare olimpiche, non potendo però continuare la competizione a causa di un infortunio ai legamenti del ginocchio in seguito ad uno scontro con Ajara Nchout, nella seconda gara, contro il Camerun. Le britanniche escono poi ai quarti di finale, contro il Canada, poi medaglia di bronzo.
Il 20 agosto 2014, in un'amichevole a Viana do Castelo, in Portogallo, contro le padrone di casa, pareggiata per 1-1, raggiunge le 100 presenze in nazionale.
Nel 2017 il CT della Scozia Anna Signeul la convoca per l'Europeo nei Paesi Bassi, prima partecipazione di sempre delle scozzesi. Chiude la competizione continentale venendo eliminata nel girone con 3 punti, ottenuti vincendo l'ultima gara, 2-1 con la Spagna, dopo le sconfitte con Inghilterra per 6-0 e Portogallo per 2-1. Dieke gioca tutte e tre le gare.
Dopo gli Europei, ad agosto 2017, annuncia il ritiro dalla nazionale scozzese, concludendo l'esperienza dopo 13 anni e 123 presenze totali.